# Großdolmen Groß Labenz 1

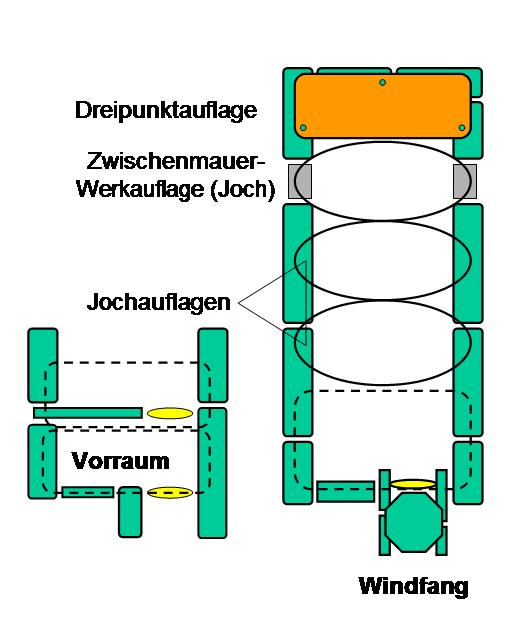
Typen von Großdolmen

Der Großdolmen Groß Labenz 1 (auch Kleiner Silberbusch genannt) liegt nördlich von Groß Labenz, an der Straße von Laase nach Groß und Klein Labenz, bei Sternberg im Landkreis Nordwestmecklenburg in Mecklenburg-Vorpommern. Hier liegen zwei Großsteingräber in Baumgruppen. Sie haben die Sprockhoff-Nummern 334 und 335. Kleiner Silberbusch Nr. 334 ist das nördliche der beiden. Es wurden 1966 von Ewald Schuldt ausgegraben und restauriert. Die beiden Megalithanlagen entstanden zwischen 3500 und 2800 v. Chr. als Großsteingräber der Trichterbecherkultur (TBK).
Das Nord-Süd orientierte Großsteingrab im Rollsteinhügel.  ist stark gestört. Die Innenmaße der Kammer konnten durch die Ausgrabung bestimmt werden. Die Länge betrug etwa 4,0 m die Breite 2,2 Meter. Die Kammer wies drei Joche und den Schlussstein an der nördlichen Schmalseite auf. Der Zugang befand sich im Süden. Über seine Gestaltung (Vorraum oder Windfang) kann keine Aussage gemacht werden, da alle Steine fehlen. Die Kammerdiele aus Rotsandsteinplatten und Lehmestrich war erhalten und durch Ausfeuerung rot verfärbt. Ein Tragstein steht vermutlich noch in situ, alle anderen Trag- und Decksteine bzw. deren Reste sind verlagert. Ein gesprengter Deckstein trägt drei Schälchen.